# Ladislas Faragó
Ladislas Faragó (* 21. September 1906 in Csurgó; † 15. Oktober 1980 in New York) war ein ungarischer Autor und Privatgelehrter.

## Leben
Ladislas Farago war Journalist, der ab 1928 Beiträge für das The New York Times-Wide World Bureau und den Sunday Chronicle London aus Ungarn schrieb. Farago war Jude und deshalb in Europa von Verfolgung bedroht. Er emigrierte in die Vereinigten Staaten und war von 1942 bis 1946 beim Office of Naval Intelligence beschäftigt.
Ladislas Farago schrieb über Militärgeschichte des Zweiten Weltkriegs, darunter eine Biographie von George Patton, die auch Grundlage eines Spielfilms über Patton war, über Geheimdienste und recherchierte zum Verbleib von prominenten Nationalsozialisten, deren Verbleib nach dem Krieg unklar war, zum Beispiel Adolf Eichmann, Martin Bormann und Joseph Mengele. 1972 machte er Schlagzeilen mit einem Bericht im Daily Express. Er meinte Martin Bormann als Geschäftsmann in Argentinien identifiziert zu haben. Bald darauf wurde aber bekanntgegeben, dass man Bormanns Skelett in Berlin gefunden habe und das Bild, das nach Farago Bormann zeigen sollte erwies sich als Foto eines Schullehrers. Farago blieb aber bei seiner Version in einem Buch (Aftermath), das er 1974 veröffentlichte.

## Werke
- Abessinien under Haerenes Opmarch, 1935
- Abyssinia on the Eve, 1935
- Palestine on the Eve, 1936
- Palestine at the Crossroads, 1937
- The riddle of Arabia, 1939
- German psychological warfare, New York 1942, Reprint New York (Arno Press) 1972. ISBN 0-405-04747-9
- mit Ellis M. Zacharias: Behind Closed Doors, 1950
- Burn after reading, 1961
- The Tenth Fleet, 1962
- Strictly from Hungary, 1962
- Patton: Ordeal and Triumph, 1964
- The Broken Seal: "Operation Magic" and the Secret Road to Pearl Harbor, 1967. Deutsche Übersetzung: Codebrecher am Werk. Trotzdem kam es zu Pearl Harbor, Berlin/Darmstadt/Wien (Deutsche Buch-Gemeinschaft) 1969.
- The game of the foxes. The untold story of German espionage in the United States and Great Britain during World War II, New York (D. McKay) 1971. Deutsche Übersetzung Das Spiel der Füchse. Deutsche Spionage in England und den USA 1918–1945, Frankfurt/Main u. a. (Ullstein) 1972. ISBN 3-550-07286-4
- Aftermath. Martin Bormann and the Fourth Reich, New York (Simon and Schuster) 1974. ISBN 0-671-21676-7. Deutsche Übersetzung Scheintot. Martin Bormann und andere NS-Größen in Südamerika, Hamburg (Hoffmann & Campe) 1975. ISBN 3-455-01939-0